# Lick It Up Tour
Il Lick It Up Tour è stato un tour del gruppo hard rock statunitense Kiss, intrapreso tra l'ottobre del 1983 e il marzo del 1984, dopo l'uscita dell'album omonimo. È il secondo ed ultimo tour intrapreso dal gruppo con il chitarrista Vinnie Vincent.

## Antefatti
Fu il primo tour che la band eseguì senza indossare il loro marchio di fabbrica, dopo la rivelazione dei membri senza di essi su MTV nel settembre 1983, basandolo su come cambiano le band, i fan e i tempi. Il tour iniziò a Cascais, in Portogallo, l'11 ottobre 1983, quando si esibirono per la prima volta senza l'uso del trucco. 
Secondo Simmons, la reazione dei fan in Europa fu "più grande che mai" e il tutto andò esaurito in anticipo. Quando gli fu chiesto se la rimozione del trucco significasse che si trattasse di un tour di addio, Simmons dichiarò di no, dicendo: "Se così fosse, preferirei lasciare che la cosa svanisse. Lo stiamo facendo solo perché, dopo il tour e la realizzazione di Lick It Up, ci sentiamo più forti che mai.

Il design del palco "a carro armato" del precedente tour di Creatures Of The Night fu riutilizzato, mantenendo tutti gli stessi espedienti. Lo spettacolo dell'11 gennaio a Nashville fu registrato e una versione modificata andò in onda su The King Biscuit Flower Hour. Allo spettacolo del 27 gennaio a Long Beach, i Kiss ricevettero i loro primi dischi d'oro dal 1980, per l'album del 1983.
Il chitarrista solista Vinnie Vincent fu licenziato dopo il tour europeo a causa di un "comportamento non etico". I Kiss non ebbero abbastanza tempo per cercare un altro chitarrista, quindi riassunsero Vincent per la tappa nordamericana fino a quando il suo licenziamento non divenne definitivo dopo la fine del tour. Il bassista Gene Simmons dichiarò in varie interviste che il licenziamento di Vincent avvenne perché quest'ultimo non firmò mai il suo contratto come membro ufficiale dei Kiss e per il suo comportamento poco professionale. Stanley, in seguito, ammise che Vincent sarebbe dovuto andarsene, affermando che peggiorava e interrompeva gli spettacoli con lunghi assoli di chitarra. C'erano inoltre anche dei problemi riguardanti lo stipendio di Vincent, che voleva un contratto migliore e si lamentava del proprio e delle condizioni di lavoro, che alla fine spinsero Stanley e Simmons a licenziarlo quando lo accusarono di aver tentato di dirottare la band.
Nel programma del tour finale della band, Simmons ha riflettuto su questo:
(Gene Simmons, 2019)

## Recensioni
Un giornalista locale, che assistette allo spettacolo di Lakeland il 29 dicembre 1983, aprì la propria recensione affermando che, prima della rimozione del trucco, era facile prendere in giro i Kiss, riferendosi a loro come pagliacci e nemmeno divertenti. Tuttavia, notò la positività dei cambiamenti nel personale della band e le speranze di essa nel riprendere il comando nell'industria heavy metal. Elogiò la canzone I Love It Loud, citandola come una canzone che riassumeva la performance della band, rivitalizzata davanti a 6.000 fan quella notte.
Chuck Gates, un giornalista del Deseret News, che vide l'esibizione al Salt Palace il 5 febbraio 1984, aprì la sua recensione affermando che la band era "mediocre allora e lo è ancora". Notò l'inclusione di canzoni dall'album Lick It Up, ma chiese informazioni sull'esclusione delle due canzoni di successo della band, ovvero Beth e I Was Made For Lovin' You. Per quanto riguarda il palco, riconobbe la mancanza di teatralità e trucco, e l'assenza sia di Ace Frehley che di Peter Criss - a cui, affermò, tutto ciò che era rimasto era una mediocre band heavy metal che suonava a volumi assordanti.
John Laycock, del Windsor Star, che assistette allo spettacolo alla Cobo Arena, aprì la propria recensione affermando che la band continuò a ruggire, anche senza trucco. Riconobbe l'uso degli effetti da sputafuoco di Simmons e dei tagli new wave che avevano i membri della band. Anche senza trucco, riportò il vigore delle canzoni della band durante l'esibizione, oltre a notare come fossero cambiati i vestiti del gruppo e non la musica. Concluse la sua recensione, dicendo che lo spettacolo rimaneva una vivida pausa dalla sanità mentale.

## Artisti d'apertura
- Helix = 1
- Tigres de Oro = 2
- Heavy Pettin' = 3
- Axe = 4
- Pat Travers Band = 5
- Vandenberg = 6
- Riot = 7
- High Fever = 8
- Heaven = 9
- Accept = 10

## Date
| Data             | Città                | Stato          | Luogo                                 | Artisti d'apertura | Biglietti venduti / Biglietti disponibili | Incasso |
| Europa           | Europa               | Europa         | Europa                                | Europa             | Europa                                    | Europa  |
| ---------------- | -------------------- | -------------- | ------------------------------------- | ------------------ | ----------------------------------------- | ------- |
| 11 ottobre 1983  | Cascais              | Portogallo     | Pavilhão de Cascais                   | 1                  | N.D.                                      | N.D.    |
| 13 ottobre 1983  | Madrid               | Spagna         | Pabellón de Deportes del Real Madrid  | 1 ; 2              | N.D.                                      | N.D.    |
| 14 ottobre 1983  | Madrid               | Spagna         | Pabellón de Deportes del Real Madrid  | 1 ; 2              | N.D.                                      | N.D.    |
| 15 ottobre 1983  | San Sebastián        | Spagna         | Velódromo de Anoeta                   | 1 ; 2              | 5 150 / 8 000                             | N.D.    |
| 16 ottobre 1983  | Barcellona           | Spagna         | Palau dels Esports de Barcelona       | 1 ; 2              | N.D.                                      | N.D.    |
| 18 ottobre 1983  | Tolosa               | Francia        | Palais des Sports de Toulouse         | 1                  | N.D.                                      | N.D.    |
| 19 ottobre 1983  | Clermont-Ferrand     | Francia        | Maison des Sports                     | 1                  | N.D.                                      | N.D.    |
| 21 ottobre 1983  | Leeds                | Inghilterra    | Queens Hall                           | 1 ; 3              | N.D.                                      | N.D.    |
| 22 ottobre 1983  | Stafford             | Inghilterra    | Bingley Hall                          | 1 ; 3              | N.D.                                      | N.D.    |
| 23 ottobre 1983  | Londra               | Inghilterra    | Wembley Arena                         | 1 ; 3              | 8 000 / 8 000                             | N.D.    |
| 24 ottobre 1983  | Leicester            | Inghilterra    | De Montfort Hall                      | 1 ; 3              | N.D.                                      | N.D.    |
| 25 ottobre 1983  | Poole                | Inghilterra    | Poole Arts Center                     | 1 ; 3              | N.D.                                      | N.D.    |
| 27 ottobre 1983  | Glasgow              | Scozia         | Glasgow Apollo                        | 1 ; 3              | N.D.                                      | N.D.    |
| 28 ottobre 1983  | Edimburgo            | Scozia         | Edinburgh Playhouse                   | 1 ; 3              | N.D.                                      | N.D.    |
| 29 ottobre 1983  | Newcastle            | Inghilterra    | Newcastle City Hall                   | 1 ; 3              | 2 300 / 2 300                             | N.D.    |
| 31 ottobre 1983  | Parigi               | Francia        | Espace Balard                         | 1                  | N.D.                                      | N.D.    |
| 1 novembre 1983  | Offenbach am Main    | Germania Ovest | Stadthalle Offenbach                  | 1                  | N.D.                                      | N.D.    |
| 2 novembre 1983  | Monaco               | Germania Ovest | Löwenbräukeller                       | 1                  | N.D.                                      | N.D.    |
| 3 novembre 1983  | Basilea              | Svizzera       | St. Jakobshalle                       | 1                  | N.D.                                      | N.D.    |
| 4 novembre 1983  | Sindelfingen         | Germania Ovest | Messehalle                            | 1                  | N.D.                                      | N.D.    |
| 6 novembre 1983  | Neunkirchen am Brand | Germania Ovest | Hemmerleinhalle                       | 1                  | N.D.                                      | N.D.    |
| 7 novembre 1983  | Linz                 | Austria        | Linzer Sporthalle                     | 1                  | ~1 500 / 3 800                            | N.D.    |
| 8 novembre 1983  | Vienna               | Austria        | Wiener Stadthalle                     | 1                  | ~3 000 / 10 000                           | N.D.    |
| 9 novembre 1983  | Graz                 | Austria        | Eisstadion Liebenau                   | 1                  | ~1 500 / 5 000                            | N.D.    |
| 10 novembre 1983 | Essen                | Germania Ovest | Grugahalle                            | 1                  | N.D.                                      | N.D.    |
| 11 novembre 1983 | Kassel               | Germania Ovest | Eissporthalle Kassel                  | 1                  | N.D.                                      | N.D.    |
| 12 novembre 1983 | Lilla                | Francia        | Palais de la Foire                    | 1                  | N.D.                                      | N.D.    |
| 13 novembre 1983 | Bruxelles            | Belgio         | Forest National                       | 1                  | N.D.                                      | N.D.    |
| 15 novembre 1983 | Losanna              | Svizzera       | Halle des Fêtes de Beaulieu           | 1                  | N.D.                                      | N.D.    |
| 17 novembre 1983 | Risskov              | Danimarca      | Vejlby-Risskov Hallen                 | 1                  | N.D.                                      | N.D.    |
| 18 novembre 1983 | Göteborg             | Svezia         | Scandinavium                          | 1                  | ~9 000 / 9 500                            | N.D.    |
| 19 novembre 1983 | Stoccolma            | Svezia         | Johanneshovs Isstadion                | 1                  | N.D.                                      | N.D.    |
| 20 novembre 1983 | Malmö                | Svezia         | Malmö Isstadion                       | 1                  | N.D.                                      | N.D.    |
| 21 novembre 1983 | Hillerød             | Danimarca      | Frederiksborg Center                  | 1                  | N.D.                                      | N.D.    |
| 23 novembre 1983 | Helsinki             | Finlandia      | Helsinki Ice Hall                     | 1                  | ~4 000 / 5 200                            | N.D.    |
| 25 novembre 1983 | Oulu                 | Finlandia      | Oulu-halli                            | 1                  | N.D.                                      | N.D.    |
| Nord America     |                      |                |                                       |                    |                                           |         |
| 26 dicembre 1983 | Atlanta              | Stati Uniti    | The Omni Coliseum                     | 4 ; 5              | N.D.                                      | N.D.    |
| 28 dicembre 1983 | Augusta              | Stati Uniti    | Augusta-Richmond County Civic Center  | 4                  | N.D.                                      | N.D.    |
| 29 dicembre 1983 | Lakeland             | Stati Uniti    | Lakeland Civic Center                 | 4 ; 5              | 6 256 / 10 000                            | $69 609 |
| 30 dicembre 1983 | Pembroke Pines       | Stati Uniti    | Hollywood Sportatorium                | 4 ; 5              | N.D.                                      | N.D.    |
| 31 dicembre 1983 | Jacksonville         | Stati Uniti    | Jacksonville Memorial Coliseum        | 4 ; 5              | N.D.                                      | N.D.    |
| 1 gennaio 1984   | Tallahassee          | Stati Uniti    | Leon County Civic Center              | 4                  |                                           | $       |
| 6 gennaio 1984   | Birmingham           | Stati Uniti    | Boutwell Memorial Auditorium          | 6 ; 7              |                                           |         |
| 7 gennaio 1984   | Memphis              | Stati Uniti    | Mid-South Coliseum                    | 6 ; 7              |                                           |         |
| 8 gennaio 1984   | New Orleans          | Stati Uniti    | Kiefer UNO Lakefront Arena            | 6 ; 7              |                                           |         |
| 9 gennaio 1984   | Biloxi               | Stati Uniti    | Mississippi Coast Coliseum            | 6 ; 7              |                                           |         |
| 10 gennaio 1984  | Knoxville            | Stati Uniti    | Knoxville Civic Coliseum              | 6 ; 7              |                                           |         |
| 11 gennaio 1984  | Nashville            | Stati Uniti    | Nashville Municipal Auditorium        | 6 ; 7              |                                           |         |
| 13 gennaio 1984  | Dallas               | Stati Uniti    | Dallas Convention Center              | 6 ; 7              |                                           |         |
| 14 gennaio 1984  | San Antonio          | Stati Uniti    | HemisFair Arena                       | 6 ; 7              |                                           |         |
| 16 gennaio 1984  | Austin               | Stati Uniti    | Palmer Auditorium                     | 6 ; 7              |                                           |         |
| 17 gennaio 1984  | San Angelo           | Stati Uniti    | San Angelo Coliseum                   | 6 ; 7              |                                           |         |
| 18 gennaio 1984  | Houston              | Stati Uniti    | Sam Houston Coliseum                  | 6 ; 7              |                                           |         |
| 19 gennaio 1984  | Corpus Christi       | Stati Uniti    | Corpus Christi Memorial Coliseum      | 6 ; 7              |                                           |         |
| 21 gennaio 1984  | El Paso              | Stati Uniti    | El Paso County Coliseum               | 6 ; 7              |                                           |         |
| 22 gennaio 1984  | Albuquerque          | Stati Uniti    | Tingley Coliseum                      | 6 ; 7              |                                           |         |
| 23 gennaio 1984  | Odessa               | Stati Uniti    | Ector County Coliseum                 | 6 ; 7              |                                           |         |
| 25 gennaio 1984  | Denver               | Stati Uniti    | University of Denver Arena            | 6 ; 7              |                                           |         |
| 27 gennaio 1984  | Long Beach           | Stati Uniti    | Long Beach Arena                      | 6 ; 7              |                                           |         |
| 28 gennaio 1984  | Las Vegas            | Stati Uniti    | Thomas & Mack Center                  | 6 ; 7              |                                           |         |
| 29 gennaio 1984  | Fresno               | Stati Uniti    | Selland Arena                         | 6 ; 7              |                                           |         |
| 31 gennaio 1984  | Reno                 | Stati Uniti    | Lawlor Events Center                  | 6 ; 7              |                                           |         |
| 1 febbraio 1984  | Berkeley             | Stati Uniti    | Berkeley Community Theatre            | 6 ; 7              |                                           |         |
| 2 febbraio 1984  | Bakersfield          | Stati Uniti    | Bakersfield Civic Auditorium          | 6 ; 7              |                                           |         |
| 3 febbraio 1984  | San Bernardino       | Stati Uniti    | Orange Pavilion                       | 6 ; 7              |                                           |         |
| 5 febbraio 1984  | Salt Lake City       | Stati Uniti    | Salt Palace                           | 6 ; 7              |                                           |         |
| 8 febbraio 1984  | Sioux City           | Stati Uniti    | Sioux City Municipal Auditorium       | 6 ; 8              |                                           |         |
| 9 febbraio 1984  | Omaha                | Stati Uniti    | Omaha Civic Auditorium                | 6 ; 9              |                                           |         |
| 10 febbraio 1984 | Milwaukee            | Stati Uniti    | MECCA Arena                           | 6 ; 9              |                                           |         |
| 11 febbraio 1984 | Dubuque              | Stati Uniti    | Five Flags Center                     | 6 ; 9              |                                           |         |
| 12 febbraio 1984 | Bloomington          | Stati Uniti    | Met Center                            | 6 ; 9              |                                           |         |
| 14 febbraio 1984 | Green Bay            | Stati Uniti    | Brown County Veterans Memorial Arena  | 6 ; 9              |                                           |         |
| 15 febbraio 1984 | Chicago              | Stati Uniti    | UIC Pavilion                          | 6 ; 9              |                                           |         |
| 16 febbraio 1984 | Indianapolis         | Stati Uniti    | Market Square Arena                   | 6 ; 9              |                                           |         |
| 17 febbraio 1984 | Saginaw              | Stati Uniti    | Wendler Arena                         | 6 ; 9              |                                           |         |
| 18 febbraio 1984 | Detroit              | Stati Uniti    | Cobo Arena                            | 6 ; 9              |                                           |         |
| 19 febbraio 1984 | Columbus             | Stati Uniti    | Battelle Hall                         | 6 ; 9              |                                           |         |
| 21 febbraio 1984 | Trotwood             | Stati Uniti    | Hara Arena                            | 6 ; 9              |                                           |         |
| 22 febbraio 1984 | Richfield            | Stati Uniti    | Richfield Coliseum                    | 6 ; 9              |                                           |         |
| 24 febbraio 1984 | Worcester            | Stati Uniti    | Centrum in Worcester                  | 10                 |                                           |         |
| 26 febbraio 1984 | Hampton              | Stati Uniti    | Hampton Coliseum                      | 10                 |                                           |         |
| 28 febbraio 1984 | Baltimora            | Stati Uniti    | Baltimore Civic Center                | 10                 |                                           |         |
| 1 marzo 1984     | New Haven            | Stati Uniti    | New Haven Coliseum                    | 10                 |                                           |         |
| 3 marzo 1984     | Upper Darby          | Stati Uniti    | Tower Theater                         | 10                 |                                           |         |
| 4 marzo 1984     | Pittsburgh           | Stati Uniti    | Stanley Theater                       | 10                 |                                           |         |
| 5 marzo 1984     | Erie                 | Stati Uniti    | Erie Civic Center                     | 10                 |                                           |         |
| 7 marzo 1984     | Binghamton           | Stati Uniti    | Broome County Veterans Memorial Arena | 10                 |                                           |         |
| 8 marzo 1984     | Poughkeepsie         | Stati Uniti    | Mid-Hudson Civic Center               | 10                 |                                           |         |
| 9 marzo 1984     | New York             | Stati Uniti    | Radio City Music Hall                 | 10                 |                                           |         |
| 10 marzo 1984    | New York             | Stati Uniti    | Radio City Music Hall                 | 10                 |                                           |         |
| 12 marzo 1984    | Québec               | Canada         | Colisée Pepsi                         | 10                 |                                           |         |
| 13 marzo 1984    | Montréal             | Canada         | Forum de Montréal                     | 10                 |                                           |         |
| 15 marzo 1984    | Toronto              | Canada         | Maple Leaf Gardens                    | 10                 |                                           |         |
| 17 marzo 1984    | Evansville           | Stati Uniti    | Roberts Municipal Stadium             | 10                 |                                           |         |
| Totale           | Totale               | Totale         | Totale                                | Totale             |                                           | $       |

## Scaletta
Queste sono scalette d'esempio di ciò che è stato eseguito durante il tour in ciascuna tappa, ma potrebbero non rappresentare la maggior parte di esso.

### Scaletta Europea
1. Creatures Of The Night
2. Detroit Rock City
3. Cold Gin
4. Fits Like A Glove
5. Firehouse
6. Exciter
7. War Machine
8. Gimme More
9. I Love It Loud
10. I Still Love You
11. Young And Wasted
12. Love Gun
13. Black Diamond

Bis
1. Lick It Up
2. Rock And Roll All Nite

### Scaletta Nordamericana
1. Creatures Of The Night
2. Detroit Rock City
3. Cold Gin
4. Fits Like A Glove
5. Firehouse
6. Gimme More
7. War Machine
8. I Love It Loud
9. I Still Love You
10. Young And Wasted
11. Love Gun
12. All Hell's Breakin' Loose
13. Black Diamond

Bis
1. Lick It Up
2. Rock And Roll All Nite

## Formazione
- Paul Stanley - chitarra ritmica, voce
- Gene Simmons - basso, voce
- Eric Carr - batteria, voce
- Vinnie Vincent - chitarra solista, cori

### Fonti
- (EN) Curt Gooch e Jeff Suhs, Kiss Alive Forever: The Complete Touring History, in Billboard Books, New York, 2002, ISBN 0-8230-8322-5.